# سي إف إي738
سي إف إي738 (بالإنجليزية: CFE CFE738)‏: هو محرك توربيني مروحي صغير، يستهدف سوق طائرات رجال الأعمال / والركاب. صنع من قبل شركة سي إف إي، ويستخدم على طائرة داسو فالكون 2000

## التطبيقات
- داسو فالكون 2000

## المواصفات

### الخصائص العامة
- نوع: المروحي
- الطول: 68.3 بوصة
- القطر: 35.50 بوصة (المروحة)
- الوزن الجاف: 1214 رطل (الأساسي)
- الوزن الجاف: 1325 رطل

### مكونات
- ضاغط: فان / ضاغط مراحل: 1/5 +1 C
- التوربين : عالية الضغط التوربينات / مراحل التوربينات الضغط المنخفض: 2/3

### أداء
- أقصى قوة الدفع : ماكس. اقتحام (مستوى سطح البحر ثابت): 5،918 باوند، نظام تثبيت السرعة صافي اقتحام (ماخ 0.8، 40000 قدم، ISA): 1310 باوند
- نسبة الضغط الكلي : ~ 30:1، تجاوز نسبة: 5.3
- محددة استهلاك الوقود : (مستوى سطح البحر ثابت): 0،369 رطل / الموارد البشرية / رطل ، (0.8 ماخ، 40000 قدم، ISA): رطل 0،645 / الموارد البشرية / رطل
- نسبة القوة إلى الوزن :

## وصلات خارجية
- صفحة محرك سي إف إي738 على جنرال الكتريك
- صفحة محركات TFE731، CFE738 وATF3 المروحية التوربينية على موقع شركة هانيويل للفضاء